# Thomas Moriggl
Thomas Moriggl (* 23. Februar 1981 in Schlanders) ist ein ehemaliger italienischer Skilangläufer.

## Werdegang
Moriggl debütierte im Dezember 2002 in Cogne beim 30-km-Massenstart-Rennen in der klassischen Technik im Weltcup, wo er Rang 58 belegte. Seine ersten Weltcuppunkte erzielte er im März 2004 mit Rang 3 über 30 km in der freien Technik. Dies blieb zusammen mit dem dritten Platz im 15-km-Freistil-Rennen in Lahti 2005 auch das beste Weltcupergebnis seiner Karriere.  Seine beste Platzierung im Gesamtweltcup erreichte Moriggl in der Saison 2010/11 mit Rang 35. Bei der Tour de Ski erreichte er seine beste Platzierung ebenfalls 2010/11, wobei er bei der abschließenden Bergverfolgung die achtbeste Laufzeit erzielte; 2012 erzielte er zudem die fünftbeste Laufzeit auf der Schlussetappe.
2005, 2011 und 2013 nahm Moriggl an den Skiweltmeisterschaften teil, wobei er sein bestes Resultat mit Rang 21 in Oslo 2011 im 50-km-Massenstart-Wettbewerb im Freistil erreichte. 2010 war Moriggl zudem Teil der italienischen Mannschaft bei den Olympischen Winterspielen in Vancouver. Dort belegte er über 15 km Freistil sowie im Skiathlon jeweils Rang 24. Im Februar 2011 siegte er beim Gsieser Tal-Lauf über 42 km Freistil.
Im Anschluss an die Tour de Ski 2013/14 bestritt Moriggl keine Rennen im Weltcup mehr. Er beendete nach der Saison 2013/14 seine Karriere.

## Siege bei Continental-Cup-Rennen
| Nr. | Datum             | Ort                  | Disziplin                       | Serie           |
| --- | ----------------- | -------------------- | ------------------------------- | --------------- |
| 1.  | 3. März 2002      | Cauterets            | 15 km Verfolgung klassisch      | Continental Cup |
| 2.  | 22. Februar 2003  | Planica              | 10 km Freistil Individualstart  | Continental Cup |
| 3.  | 11. Februar 2004  | Soldier Hollow       | 2 × 10 km Skiathlon             | Continental Cup |
| 4.  | 15. Februar 2004  | Soldier Hollow       | 30 km Freistil Massenstart      | Continental Cup |
| 5.  | 21. März 2004     | Ponte Formazza       | 15 km Freistil Massenstart      | Continental Cup |
| 6.  | 18. Dezember 2004 | Montgenèvre          | 10 km Freistil Individualstart  | Alpencup        |
| 7.  | 8. Januar 2005    | Tarvisio             | 2 × 7,5 km Skiathlon            | Alpencup        |
| 8.  | 9. Januar 2005    | Tarvisio             | 15 km Freistil Massenstart      | Alpencup        |
| 9.  | 7. Januar 2007    | Cogne                | 10 km Freistil Individualstart  | Alpencup        |
| 10. | 8. Dezember 2007  | Formazza             | 10 km klassisch Individualstart | Alpencup        |
| 11. | 9. Dezember 2007  | Formazza             | 15 km Freistil Massenstart      | Alpencup        |
| 12. | 5. Januar 2008    | Oberstdorf           | 2 × 10 km Skiathlon             | Alpencup        |
| 13. | 22. Dezember 2013 | Gressoney-Saint-Jean | 15 km Verfolgung Freistil       | Alpencup        |

## Teilnahmen an Weltmeisterschaften und Olympischen Winterspielen

### Olympische Spiele
- 2010 Vancouver: 24. Platz 15 km Freistil, 24. Platz 30 km Verfolgung

### Nordische Skiweltmeisterschaften
- 2005 Oberstdorf: 36. Platz 50 km klassisch Massenstart
- 2011 Oslo: 21. Platz 50 km Freistil Massenstart, 33. Platz 15 km klassisch
- 2013 Val di Fiemme: 59. Platz 15 km Freistil

## Platzierungen im Weltcup

### Weltcup-Statistik
Die Tabelle zeigt die erreichten Platzierungen im Einzelnen.
- 1.–3. Platz: Anzahl der Podiumsplatzierungen
- Top 10: Anzahl der Platzierungen unter den ersten zehn
- Punkteränge: Anzahl der Platzierungen innerhalb der Punkteränge
- Starts: Anzahl gelaufener Rennen in der jeweiligen Disziplin
- Hinweis: Bei den Distanzrennen erfolgt die Einordnung gemäß FIS.

| Platzierung         | Distanzrennen a | Distanzrennen a | Distanzrennen a | Distanzrennen a | Distanzrennen a | Skiathlon Verfolgung | Sprint | Etappen- rennen b | Gesamt | Team c | Team c  |
| Platzierung         | ≤ 5 km          | ≤ 10 km         | ≤ 15 km         | ≤ 30 km         | > 30 km         | Skiathlon Verfolgung | Sprint | Etappen- rennen b | Gesamt | Sprint | Staffel |
| ------------------- | --------------- | --------------- | --------------- | --------------- | --------------- | -------------------- | ------ | ----------------- | ------ | ------ | ------- |
| 1. Platz            |                 |                 |                 |                 |                 |                      |        |                   |        |        |         |
| 2. Platz            |                 |                 |                 |                 |                 |                      |        |                   |        |        |         |
| 3. Platz            |                 |                 | 1               | 1               |                 |                      |        |                   | 2      |        |         |
| Top 10              |                 |                 | 3               | 1               |                 | 6                    |        |                   | 10     |        | 5       |
| Punkteränge         | 2               | 1               | 7               | 4               | 2               | 21                   |        | 4                 | 41     |        | 13      |
| Starts              | 10              | 3               | 23              | 8               | 3               | 33                   | 12     | 7                 | 99     |        | 13      |
| Stand: Karriereende |                 |                 |                 |                 |                 |                      |        |                   |        |        |         |

### Weltcup-Gesamtplatzierungen
| Saison  | Gesamt | Gesamt | Distanz | Distanz | Sprint | Sprint |
| Saison  | Punkte | Platz  | Punkte  | Platz   | Punkte | Platz  |
| ------- | ------ | ------ | ------- | ------- | ------ | ------ |
| 2003/04 | 60     | 66.    | 60      | 43.     | -      | -      |
| 2004/05 | 102    | 43.    | 102     | 26.     | -      | -      |
| 2005/06 | 3      | 171.   | 3       | 124.    | -      | -      |
| 2006/07 | -      | -      | -       | -       | -      | -      |
| 2007/08 | 64     | 70.    | 60      | 47.     | 4      | 103.   |
| 2008/09 | -      | -      | -       | -       | -      | -      |
| 2009/10 | 117    | 61.    | 117     | 32.     | -      | -      |
| 2010/11 | 222    | 35.    | 138     | 29.     | -      | -      |
| 2011/12 | 188    | 48.    | 148     | 33.     | -      | -      |
| 2012/13 | 63     | 67.    | 39      | 59.     | -      | -      |
| 2013/14 | 24     | 119.   | 24      | 71.     | -      | -      |

## Persönliches
Moriggl ist der Bruder der Skilangläuferin Barbara Moriggl.